# Campeonato Mundial de Atletismo de 2022 - Decatlo masculino
A competição do decatlo masculino no Campeonato Mundial de Atletismo de 2022 foi realizada em Eugene, nos Estados Unidos, nos dias 23 e 24 de julho de 2022.

## Recordes
Antes da competição, os recordes eram os seguintes:
| Recorde mundial                               | Kevin Mayer (FRA)       | 9.126  | Talence, França              | 16 de setembro de 2018 |
| Recorde do campeonato                         | Ashton Eaton (USA)      | 9.045  | Pequim, China                | 29 de agosto de 2015   |
| Recorde do ano                                | Garrett Scantling (USA) | 8.867  | Fayetteville, Estados Unidos | 7 de maio de 2022      |
| Recorde da África                             | Larbi Bourrada (ALG)    | 8.521  | Rio de Janeiro, Brasil       | 18 de agosto de 2016   |
| Recorde da Ásia                               | Dmitriy Karpov (KAZ)    | 8.725  | Atenas, Grécia               | 24 de agosto de 2004   |
| Recorde da América do Norte, Central e Caribe | Ashton Eaton (USA)      | 9..045 | Pequim, China                | 29 de agosto de 2015   |
| Recorde da América do Sul                     | Carlos Chinin (BRA)     | 8.393  | São Paulo, Brasil            | 8 de junho de 2013     |
| Recorde da Europa                             | Kevin Mayer (FRA)       | 9.126  | Talence, França              | 16 de setembro de 2018 |
| Recorde da Oceania                            | Ashley Moloney (AUS)    | 8.649  | Tóquio, Japão                | 5 de agosto de 2021    |

## Medalhistas
| Ouro              | Prata               | Bronze            |
| Kevin Mayer (FRA) | Pierce LePage (CAN) | Zach Ziemek (USA) |

## Tempo de qualificação
| Tempo de qualificação |
| --------------------- |
| 8.350 pts             |

## Cronograma
| Data        | Hora  | Evento                   |
| ----------- | ----- | ------------------------ |
| 23 de julho | 09:50 | 100 metros               |
| 23 de julho | 10:40 | Salto em distância       |
| 23 de julho | 12:10 | Arremesso de peso        |
| 23 de julho | 18:10 | Salto em altura          |
| 23 de julho | 18:55 | 400 metros               |
| 24 de julho | 09:35 | 110 metros com barreiras |
| 24 de julho | 10:30 | Lançamento de disco      |
| 24 de julho | 12:15 | Salto com vara           |
| 24 de julho | 17:05 | Lançamento de dardo      |
| 24 de julho | 19:20 | 1500 metros              |

Todos os horários estão no horário local (UTC-7)

## Resultados

### 100 metros
A prova foi realizada dia 23 de julho às 09:50.
Vento:

Bateria 1: -1,2 m/s, Bateria 2: +1,1 m/s, Bateria 3: +0,8 m/s
| Pos. | Bateria | Atleta              | Nacionalidade  | Tempo | Pontos | Notas                |
| ---- | ------- | ------------------- | -------------- | ----- | ------ | -------------------- |
| 1    | 3       | Damian Warner       | Canadá         | 10.27 | 1030   |                      |
| 2    | 3       | Pierce LePage       | Canadá         | 10.39 | 1001   |                      |
| 3    | 3       | Ashley Moloney      | Austrália      | 10.49 | 977    | Recorde da temporada |
| 4    | 3       | Ayden Owens-Delerme | Porto Rico     | 10.52 | 970    |                      |
| 5    | 3       | Zachery Ziemek      | Estados Unidos | 10.57 | 959    |                      |
| 6    | 3       | Kevin Mayer         | França         | 10.62 | 947    | Recorde da temporada |
| 7    | 3       | Kyle Garland        | Estados Unidos | 10.69 | 931    |                      |
| 8    | 3       | Lindon Victor       | Granada        | 10.78 | 910    |                      |
| 9    | 2       | Ken Mullings        | Bahamas        | 10.83 | 899    |                      |
| 10   | 1       | Sander Skotheim     | Noruega        | 10.88 | 888    | Recorde pessoal      |
| 11   | 2       | Cedric Dubler       | Austrália      | 10.93 | 876    |                      |
| 12   | 2       | Steve Bastien       | Estados Unidos | 10.93 | 876    |                      |
| 13   | 2       | Johannes Erm        | Estónia        | 10.94 | 874    |                      |
| 14   | 1       | Daniel Golubovic    | Austrália      | 10.99 | 863    |                      |
| 15   | 2       | Leo Neugebauer      | Alemanha       | 11.07 | 845    |                      |
| 16   | 2       | Jiří Sýkora         | Chéquia        | 11.11 | 836    | Recorde da temporada |
| 17   | 2       | Janek Õiglane       | Estónia        | 11.12 | 834    |                      |
| 18   | 1       | Maicel Uibo         | Estónia        | 11.14 | 830    | Recorde da temporada |
| 19   | 2       | Kai Kazmirek        | Alemanha       | 11.19 | 819    |                      |
| 20   | 1       | Niklas Kaul         | Alemanha       | 11.22 | 812    |                      |
| 21   | 1       | Tim Nowak           | Alemanha       | 11.43 | 767    |                      |
| 22   | 1       | Marcus Nilsson      | Suécia         | 11.46 | 761    |                      |
|      | 1       | Andy Preciado       | Equador        | DNF   | 0      |                      |

### Salto em distância
A prova foi realizada dia 23 de julho às 10:40.
| Pos. | Grupo | Atleta              | Nacionalidade  | Tentativa | Tentativa | Tentativa | Resultado | Pontos | Notas                | Total  | Total   |
| Pos. | Grupo | Atleta              | Nacionalidade  | 1         | 2         | 3         | Resultado | Pontos | Notas                | Pontos | Posição |
| ---- | ----- | ------------------- | -------------- | --------- | --------- | --------- | --------- | ------ | -------------------- | ------ | ------- |
| 1    | A     | Damian Warner       | Canadá         | 7.55      | 7.87      | 7.51      | 7.87      | 1027   |                      | 2057   | 1       |
| 2    | A     | Zachery Ziemek      | Estados Unidos | 7.35      | 7.55      | 7.70      | 7.70      | 985    | Recorde da temporada | 1944   | 3       |
| 3    | A     | Ayden Owens-Delerme | Porto Rico     | 7.64      | 7.48      | x         | 7.64      | 970    | Recorde pessoal      | 1940   | 4       |
| 4    | B     | Cedric Dubler       | Austrália      | 7.42      | 7.56      | x         | 7.56      | 950    | Recorde da temporada | 1826   | 9       |
| 5    | A     | Sander Skotheim     | Noruega        | x         | 7.55      | 6.04      | 7.55      | 947    |                      | 1835   | 8       |
| 6    | A     | Kevin Mayer         | França         | x         | 7.51      | 7.54      | 7.54      | 945    | Recorde da temporada | 1892   | 6       |
| 7    | A     | Pierce LePage       | Canadá         | 7.54      | 7.21      | -         | 7.54      | 945    | Recorde da temporada | 1946   | 2       |
| 8    | B     | Kai Kazmirek        | Alemanha       | 7.49      | 5.31      | -         | 7.49      | 932    |                      | 1751   | 14      |
| 9    | A     | Leo Neugebauer      | Alemanha       | 6.91      | 7.46      | 7.41      | 7.46      | 925    |                      | 1770   | 13      |
| 10   | A     | Ashley Moloney      | Austrália      | 7.40      | 7.46      | 7.28      | 7.46      | 925    |                      | 1902   | 5       |
| 11   | A     | Steve Bastien       | Estados Unidos | 7.10      | 7.41      | 7.23      | 7.41      | 913    |                      | 1789   | 10      |
| 12   | A     | Kyle Garland        | Estados Unidos | 7.11      | 7.41      | x         | 7.41      | 913    |                      | 1844   | 7       |
| 13   | B     | Johannes Erm        | Estónia        | 7.19      | x         | 7.37      | 7.37      | 903    | Recorde da temporada | 1777   | 12      |
| 14   | B     | Maicel Uibo         | Estónia        | 7.21      | 7.32      | 6.99      | 7.32      | 891    |                      | 1721   | 15      |
| 15   | B     | Janek Õiglane       | Estónia        | 7.26      | 7.04      | x         | 7.26      | 876    | Recorde da temporada | 1710   | 16      |
| 16   | A     | Lindon Victor       | Granada        | x         | 7.26      | x         | 7.26      | 876    |                      | 1786   | 11      |
| 17   | A     | Jiří Sýkora         | Chéquia        | 6.82      | 7.14      | 6.68      | 7.14      | 847    |                      | 1683   | 18      |
| 18   | B     | Tim Nowak           | Alemanha       | 6.91      | 6.97      | 7.13      | 7.13      | 845    |                      | 1612   | 21      |
| 19   | B     | Niklas Kaul         | Alemanha       | 6.91      | 6.96      | 7.09      | 7.09      | 835    |                      | 1647   | 20      |
| 20   | B     | Daniel Golubovic    | Austrália      | 6.96      | x         | x         | 6.96      | 804    | Recorde da temporada | 1667   | 19      |
| 20   | B     | Ken Mullings        | Bahamas        | x         | x         | 6.96      | 6.96      | 804    | Recorde da temporada | 1703   | 17      |
| 22   | B     | Marcus Nilsson      | Suécia         | 4.42      | 5.90      | -         | 5.90      | 565    |                      | 1326   | 22      |

### Arremesso de peso
A prova foi realizada dia 23 de julho às 12:10.
| Pos. | Grupo | Atleta              | Nacionalidade  | Tentativa | Tentativa | Tentativa | Resultado | Pontos | Notas                | Total  | Total   |
| Pos. | Grupo | Atleta              | Nacionalidade  | 1         | 2         | 3         | Resultado | Pontos | Notas                | Pontos | Posição |
| ---- | ----- | ------------------- | -------------- | --------- | --------- | --------- | --------- | ------ | -------------------- | ------ | ------- |
| 1    | A     | Lindon Victor       | Granada        | 16.00     | 15.38     | 16.29     | 16.29     | 869    | Recorde da temporada | 2655   | 6       |
| 2    | A     | Leo Neugebauer      | Alemanha       | 14.38     | 15.83     | x         | 15.83     | 841    |                      | 2611   | 9       |
| 3    | A     | Zachery Ziemek      | Estados Unidos | 15.09     | 15.28     | 15.37     | 15.37     | 812    | Recorde pessoal      | 2756   | 2       |
| 4    | A     | Kyle Garland        | Estados Unidos | 15.19     | 15.24     | x         | 15.24     | 804    |                      | 2648   | 7       |
| 5    | B     | Maicel Uibo         | Estónia        | 13.95     | 14.52     | 15.17     | 15.17     | 800    | Recorde pessoal      | 2521   | 12      |
| 6    | B     | Johannes Erm        | Estónia        | 14.74     | 14.90     | 15.01     | 15.01     | 790    | Recorde pessoal      | 2567   | 10      |
| 7    | A     | Daniel Golubovic    | Austrália      | 12.97     | 15.00     | 14.36     | 15.00     | 790    |                      | 2457   | 18      |
| 8    | B     | Damian Warner       | Canadá         | 14.83     | 14.99     | x         | 14.99     | 789    | Recorde da temporada | 2846   | 1       |
| 9    | A     | Kevin Mayer         | França         | 14.98     | x         | x         | 14.98     | 788    |                      | 2680   | 5       |
| 10   | A     | Ayden Owens-Delerme | Porto Rico     | 14.38     | 14.97     | 14.65     | 14.97     | 788    |                      | 2728   | 3       |
| 11   | A     | [Jiří Sýkora]]      | Chéquia        | 14.89     | 14.83     | 14.56     | 14.89     | 783    |                      | 2466   | 17      |
| 12   | B     | Janek Õiglane       | Estónia        | 14.31     | 14.83     | 14.70     | 14.83     | 779    |                      | 2489   | 14      |
| 13   | A     | Pierce LePage       | Canadá         | 14.26     | 14.29     | 14.83     | 14.83     | 779    |                      | 2725   | 4       |
| 14   | B     | Niklas Kaul         | Alemanha       | 14.49     | 14.52     | x         | 14.52     | 760    |                      | 2407   | 20      |
| 15   | A     | Tim Nowak           | Alemanha       | 14.37     | 14.40     | 14.44     | 14.44     | 755    |                      | 2367   | 21      |
| 16   | B     | Kai Kazmirek        | Alemanha       | 14.06     | 13.59     | 14.29     | 14.29     | 746    |                      | 2497   | 13      |
| 17   | B     | Ashley Moloney      | Austrália      | 14.28     | 14.27     | 14.11     | 14.28     | 745    | Recorde da temporada | 2647   | 8       |
| 18   | B     | Ken Mullings        | Bahamas        | 13.83     | 13.49     | x         | 13.83     | 718    |                      | 2421   | 19      |
| 19   | B     | Sander Skotheim     | Noruega        | 12.99     | 13.49     | 13.69     | 13.69     | 709    |                      | 2544   | 11      |
| 20   | B     | Steve Bastien       | Estados Unidos | 13.36     | 13.00     | 13.20     | 13.36     | 689    |                      | 2478   | 16      |
| 21   | B     | Cedric Dubler       | Austrália      | 11.53     | 12.87     | 12.74     | 12.87     | 659    |                      | 2485   | 15      |
| 23   | A     | Marcus Nilsson      | Suécia         |           |           |           | DNS       | 0      |                      |        | 23      |

### Salto em altura
A prova foi realizada dia 23 de julho às 18:10.
| Pos. | Grupo | Atleta              | Nacionalidade  | 1.78 | 1.81 | 1.84 | 1.87 | 1.90 | 1.93 | 1.96 | 1.99 | 2.02 | 2.05 | 2.08 | 2.11 | 2.14 | 2.17 | 2.20 | Resultado | Pontos | Notas                | Total  | Total   |
| Pos. | Grupo | Atleta              | Nacionalidade  | 1.78 | 1.81 | 1.84 | 1.87 | 1.90 | 1.93 | 1.96 | 1.99 | 2.02 | 2.05 | 2.08 | 2.11 | 2.14 | 2.17 | 2.20 | Resultado | Pontos | Notas                | Pontos | Posição |
| ---- | ----- | ------------------- | -------------- | ---- | ---- | ---- | ---- | ---- | ---- | ---- | ---- | ---- | ---- | ---- | ---- | ---- | ---- | ---- | --------- | ------ | -------------------- | ------ | ------- |
| 1    | A     | Sander Skotheim     | Noruega        | –    | –    | –    | –    | –    | –    | xo   | –    | o    | o    | o    | o    | o    | o    | xxx  | 2.17      | 963    | Recorde pessoal      | 3507   | 7       |
| 2    | A     | Kyle Garland        | Estados Unidos | –    | –    | –    | –    | –    | –    | o    | o    | o    | o    | o    | o    | o    | xxx  |      | 2.14      | 934    |                      | 3582   | 3       |
| 3    | A     | Maicel Uibo         | Estónia        | –    | –    | –    | –    | –    | –    | –    | o    | o    | xxo  | xo   | xo   | xxx  |      |      | 2.11      | 906    |                      | 3427   | 9       |
| 4    | A     | Zachery Ziemek      | Estados Unidos | –    | –    | –    | –    | –    | –    | –    | o    | –    | o    | o    | xxx  |      |      |      | 2.08      | 878    |                      | 3634   | 2       |
| 5    | A     | Cedric Dubler       | Austrália      | –    | –    | –    | –    | –    | –    | –    | o    | xxo  | o    | xo   | xxx  |      |      |      | 2.08      | 878    |                      | 3363   | 12      |
| 6    | B     | Niklas Kaul         | Alemanha       | –    | –    | –    | –    | –    | o    | o    | o    | o    | o    |      |      |      |      |      | 2.05      | 850    | Recorde da temporada | 3257   | 18      |
| 7    | B     | Kevin Mayer         | França         | –    | –    | –    | –    | –    | o    | –    | o    | xxo  | o    | xxx  |      |      |      |      | 2.05      | 850    | Recorde da temporada | 3530   | 5       |
| 7    | A     | Ken Mullings        | Bahamas        | –    | –    | –    | –    | –    | –    | o    | xo   | xo   | o    | xxx  |      |      |      |      | 2.05      | 850    |                      | 3271   | 17      |
| 9    | A     | Tim Nowak           | Alemanha       | –    | –    | –    | –    | –    | –    | o    | o    | o    | xo   | xxx  |      |      |      |      | 2.05      | 850    |                      | 3217   | 20      |
| 10   | B     | Janek Õiglane       | Estónia        | –    | –    | –    | –    | xo   | –    | o    | o    | o    | xo   | xxx  |      |      |      |      | 2.05      | 850    | Recorde pessoal      | 3339   | 13      |
| 11   | B     | Damian Warner       | Canadá         | –    | –    | –    | –    | –    | o    | xo   | xo   | o    | xo   | xxx  |      |      |      |      | 2.05      | 850    | Recorde da temporada | 3696   | 1       |
| 12   | A     | Ayden Owens-Delerme | Porto Rico     | –    | –    | –    | o    | o    | o    | o    | xo   | xo   | xxx  |      |      |      |      |      | 2.02      | 822    |                      | 3550   | 4       |
| 13   | B     | Kai Kazmirek        | Alemanha       | –    | –    | –    | –    | –    | o    | o    | o    | xxo  | xxx  |      |      |      |      |      | 2.02      | 822    |                      | 3319   | 14      |
| 13   | A     | Steve Bastien       | Estados Unidos | –    | –    | –    | –    | –    | o    | –    | o    | xxo  | xxx  |      |      |      |      |      | 2.02      | 822    |                      | 3300   | 16      |
| 15   | A     | Lindon Victor       | Granada        | –    | –    | –    | –    | xo   | o    | xo   | xxo  | xxo  | xxx  |      |      |      |      |      | 2.02      | 822    |                      | 3477   | 8       |
| 16   | A     | Pierce LePage       | Canadá         | –    | –    | –    | –    | –    | –    | xo   | o    | xxx  |      |      |      |      |      |      | 1.99      | 794    | Recorde da temporada | 3519   | 6       |
| 17   | B     | Leo Neugebauer      | Alemanha       | –    | –    | –    | xo   | o    | xo   | xxo  | o    | xxx  |      |      |      |      |      |      | 1.99      | 794    |                      | 3405   | 11      |
| 18   | B     | Daniel Golubovic    | Austrália      | –    | –    | o    | o    | xo   | xo   | o    | xxx  |      |      |      |      |      |      |      | 1.96      | 767    | Recorde da temporada | 3224   | 19      |
| 19   | B     | Ashley Moloney      | Austrália      | –    | –    | –    | –    | o    | –    | xo   | xxx  |      |      |      |      |      |      |      | 1.96      | 767    |                      | 3414   | 10      |
| 20   | B     | Jiří Sýkora         | Chéquia        | –    | o    | o    | o    | xxo  | xo   | xxx  |      |      |      |      |      |      |      |      | 1.93      | 740    |                      | 3206   | 21      |
| 21   | B     | Johannes Erm        | Estónia        | –    | –    | –    | xo   | xxo  | xo   | xxx  |      |      |      |      |      |      |      |      | 1.93      | 740    |                      | 3307   | 15      |

### 400 metros
A prova foi realizada dia 23 de julho às 18:55.
| Pos. | Bateria | Atleta              | Nacionalidade  | Tempo | Pontos | Notas                | Total  | Total   |
| Pos. | Bateria | Atleta              | Nacionalidade  | Tempo | Pontos | Notas                | Pontos | Posição |
| ---- | ------- | ------------------- | -------------- | ----- | ------ | -------------------- | ------ | ------- |
| 1    | 3       | Ayden Owens-Delerme | Porto Rico     | 45.07 | 1056   | Recorde pessoal      | 4606   | 1       |
| 2    | 3       | Pierce LePage       | Canadá         | 46.84 | 966    | Recorde pessoal      | 4485   | 2       |
| 3    | 3       | Ashley Moloney      | Austrália      | 46.88 | 964    | Recorde da temporada | 4378   | 5       |
| 4    | 3       | Johannes Erm        | Estónia        | 47.03 | 957    | Recorde pessoal      | 4264   | 11      |
| 5    | 3       | Cedric Dubler       | Austrália      | 47.71 | 923    |                      | 4286   | 10      |
| 6    | 3       | Steve Bastien       | Estados Unidos | 47.95 | 912    |                      | 4212   | 13      |
| 7    | 3       | Leo Neugebauer      | Alemanha       | 48.34 | 893    |                      | 4298   | 9       |
| 8    | 2       | Niklas Kaul         | Alemanha       | 48.39 | 890    | Recorde da temporada | 4147   | 16      |
| 9    | 1       | Janek Õiglane       | Estónia        | 49.16 | 854    | Recorde da temporada | 4193   | 14      |
| 10   | 1       | Ken Mullings        | Bahamas        | 49.25 | 849    | Recorde da temporada | 4120   | 17      |
| 11   | 2       | Lindon Victor       | Granada        | 49.27 | 849    |                      | 4326   | 8       |
| 12   | 2       | Jiří Sýkora         | Chéquia        | 49.29 | 848    |                      | 4054   | 19      |
| 13   | 2       | Kai Kazmirek        | Alemanha       | 49.33 | 846    |                      | 4165   | 15      |
| 14   | 2       | Kevin Mayer         | França         | 49.40 | 842    | Recorde da temporada | 4372   | 6       |
| 15   | 2       | Daniel Golubovic    | Austrália      | 49.44 | 841    | Recorde da temporada | 4065   | 18      |
| 16   | 1       | Zachery Ziemek      | Estados Unidos | 49.56 | 835    | Recorde da temporada | 4469   | 3       |
| 17   | 2       | Kyle Garland        | Estados Unidos | 49.64 | 831    |                      | 4413   | 4       |
| 18   | 2       | Sander Skotheim     | Noruega        | 49.80 | 824    |                      | 4331   | 7       |
| 19   | 1       | Maicel Uibo         | Estónia        | 50.38 | 797    | Recorde da temporada | 4224   | 12      |
| 20   | 1       | Tim Nowak           | Alemanha       | 50.94 | 772    |                      | 3989   | 20      |
|      | 3       | Damian Warner       | Canadá         | DNF   | 0      |                      | DNF    |         |

### 110 metros com barreiras
A prova foi realizada dia 24 de julho às 09:35.
| Pos. | Bateria | Atleta              | Nacionalidade  | Tempo | Pontos | Notas                | Total  | Total   |
| Pos. | Bateria | Atleta              | Nacionalidade  | Tempo | Pontos | Notas                | Pontos | Posição |
| ---- | ------- | ------------------- | -------------- | ----- | ------ | -------------------- | ------ | ------- |
| 1    | 3       | Pierce LePage       | Canadá         | 13.78 | 1003   | Recorde pessoal      | 5488   | 2       |
| 2    | 3       | Ayden Owens-Delerme | Porto Rico     | 13.88 | 990    |                      | 5596   | 1       |
| 3    | 3       | Daniel Golubovic    | Austrália      | 13.92 | 985    | Recorde pessoal      | 5050   | 18      |
| 4    | 3       | Kevin Mayer         | França         | 13.92 | 985    | Recorde da temporada | 5357   | 5       |
| 5    | 2       | Ken Mullings        | Bahamas        | 14.02 | 972    | Recorde pessoal      | 5092   | 14      |
| 6    | 2       | Jiří Sýkora         | Chéquia        | 14.14 | 957    | Recorde da temporada | 5011   | 19      |
| 7    | 3       | Kyle Garland        | Estados Unidos | 14.18 | 951    |                      | 5364   | 4       |
| 8    | 2       | Niklas Kaul         | Alemanha       | 14.27 | 940    | Recorde pessoal      | 5087   | 15      |
| 9    | 3       | Cedric Dubler       | Austrália      | 14.28 | 939    |                      | 5225   | 7       |
| 10   | 1       | Johannes Erm        | Estónia        | 14.38 | 926    | Recorde da temporada | 5190   | 9       |
| 11   | 2       | Kai Kazmirek        | Alemanha       | 14.43 | 920    |                      | 5085   | 16      |
| 12   | 2       | Ashley Moloney      | Austrália      | 14.46 | 916    | Recorde da temporada | 5294   | 6       |
| 13   | 1       | Zachery Ziemek      | Estados Unidos | 14.47 | 915    | Recorde da temporada | 5384   | 3       |
| 14   | 1       | Maicel Uibo         | Estónia        | 14.49 | 912    | Recorde da temporada | 5136   | 12      |
| 15   | 2       | Janek Õiglane       | Estónia        | 14.69 | 887    |                      | 5080   | 17      |
| 16   | 2       | Steve Bastien       | Estados Unidos | 14.75 | 880    |                      | 5092   | 13      |
| 17   | 1       | Lindon Victor       | Granada        | 14.76 | 879    |                      | 5205   | 8       |
| 18   | 1       | Leo Neugebauer      | Alemanha       | 14.86 | 867    |                      | 5165   | 11      |
| 19   | 1       | Tim Nowak           | Alemanha       | 14.91 | 797    |                      | 4224   | 20      |
| 20   | 1       | Sander Skotheim     | Noruega        | 15.05 | 843    |                      | 5174   | 10      |

### Lançamento de disco
A prova foi realizada dia 24 de julho às 10:30.
| Pos. | Grupo | Atleta              | Nacionalidade  | Tentativa | Tentativa | Tentativa | Resultado | Pontos | Notas                | Total  | Total   |
| Pos. | Grupo | Atleta              | Nacionalidade  | 1         | 2         | 3         | Resultado | Pontos | Notas                | Pontos | Posição |
| ---- | ----- | ------------------- | -------------- | --------- | --------- | --------- | --------- | ------ | -------------------- | ------ | ------- |
| 1    | A     | Jiří Sýkora         | Chéquia        | 51.01     | 53.67     | 54.39     | 54.39     | 962    | CDB                  | 5973   | 9       |
| 2    | B     | Lindon Victor       | Granada        | 44.70     | 49.32     | 53.92     | 53.92     | 952    |                      | 6157   | 5       |
| 3    | B     | Pierce LePage       | Canadá         | 53.26     | x         | x         | 53.26     | 939    | Recorde pessoal      | 6427   | 1       |
| 4    | B     | Leo Neugebauer      | Alemanha       | 51.63     | 51.88     | x         | 51.88     | 910    |                      | 6075   | 7       |
| 5    | A     | Kevin Mayer         | França         | 49.44     | x         | 48.44     | 49.44     | 859    | Recorde da temporada | 6216   | 4       |
| 6    | A     | Zachery Ziemek      | Estados Unidos | 45.47     | 45.30     | 48.40     | 48.40     | 837    |                      | 6221   | 3       |
| 7    | A     | Maicel Uibo         | Estónia        | 46.52     | x         | 44.66     | 46.52     | 798    |                      | 5934   | 12      |
| 8    | B     | Daniel Golubovic    | Austrália      | 46.37     | 45.87     | 45.28     | 46.37     | 795    |                      | 5845   | 15      |
| 9    | B     | Kyle Garland        | Estados Unidos | x         | 45.44     | x         | 45.44     | 776    |                      | 6140   | 6       |
| 10   | B     | Niklas Kaul         | Alemanha       | 40.73     | 44.62     | x         | 44.62     | 759    |                      | 5846   | 14      |
| 11   | B     | Johannes Erm        | Estónia        | 40.78     | 44.18     | x         | 44.18     | 750    |                      | 5940   | 11      |
| 12   | B     | Sander Skotheim     | Noruega        | 40.83     | x         | 42.89     | 42.89     | 724    |                      | 5898   | 13      |
| 13   | A     | Cedric Dubler       | Austrália      | 41.09     | 40.32     | 42.88     | 42.88     | 723    |                      | 5948   | 10      |
| 14   | B     | Ken Mullings        | Bahamas        | x         | 40.73     | 42.70     | 42.70     | 720    |                      | 5812   | 16      |
| 15   | A     | Ashley Moloney      | Austrália      | x         | x         | 42.45     | 42.45     | 715    | Recorde da temporada | 6009   | 8       |
| 16   | B     | Ayden Owens-Delerme | Porto Rico     | 42.36     | 38.70     | x         | 42.36     | 713    |                      | 6309   | 2       |
| 17   | A     | Tim Nowak           | Alemanha       | 42.13     | x         | x         | 42.13     | 708    |                      | 5557   | 19      |
| 18   | A     | Kai Kazmirek        | Alemanha       | 40.72     | 40.54     | 40.96     | 40.96     | 684    |                      | 5769   | 18      |
| 19   | B     | Steve Bastien       | Estados Unidos | 38.46     | x         | 40.66     | 40.66     | 678    | Recorde da temporada | 5770   | 17      |
| 20   | A     | Janek Õiglane       | Estónia        | x         | 30.49     | 29.67     | 30.49     | 474    |                      | 5554   | 20      |

### Salto com vara
A prova foi realizada dia 24 de julho às 12:15.
| Pos. | Grupo | Atleta              | Nacionalidade  | 4.00 | 4.10 | 4.20 | 4.30 | 4.40 | 4.50 | 4.60 | 4.70 | 4.80 | 4.90 | 5.00 | 5.10 | 5.20 | 5.30 | 5.40 | 5.50 | Resultado | Pontos | Notas                | Total  | Total   |
| Pos. | Grupo | Atleta              | Nacionalidade  | 4.00 | 4.10 | 4.20 | 4.30 | 4.40 | 4.50 | 4.60 | 4.70 | 4.80 | 4.90 | 5.00 | 5.10 | 5.20 | 5.30 | 5.40 | 5.50 | Resultado | Pontos | Notas                | Pontos | Posição |
| ---- | ----- | ------------------- | -------------- | ---- | ---- | ---- | ---- | ---- | ---- | ---- | ---- | ---- | ---- | ---- | ---- | ---- | ---- | ---- | ---- | --------- | ------ | -------------------- | ------ | ------- |
| 1    | A     | Kevin Mayer         | França         | –    | –    | –    | –    | –    | –    | –    | –    | –    | –    | xxo  | xo   | xo   | o    | xo   | xxx  | 5.40      | 1035   | Recorde da temporada | 7251   | 3       |
| 2    | A     | Zachery Ziemek      | Estados Unidos | –    | –    | –    | –    | –    | –    | –    | –    | –    | –    | o    | o    | o    | –    | xxo  | xxx  | 5.40      | 1035   | Recorde da temporada | 7256   | 2       |
| 3    | A     | Maicel Uibo         | Estónia        | –    | –    | –    | –    | –    | –    | –    | –    | –    | –    | xxo  | xxo  | o    | o    | xxx  |      | 5.30      | 1004   |                      | 6938   | 6       |
| 4    | A     | Cedric Dubler       | Austrália      | –    | –    | –    | –    | –    | –    | o    | –    | o    | o    | o    | o    | xxx  |      |      |      | 5.10      | 941    | Recorde da temporada | 6889   | 9       |
| 5    | B     | Pierce LePage       | Canadá         | –    | –    | –    | –    | –    | –    | –    | xo   | –    | o    | o    | xxx  |      |      |      |      | 5.00      | 910    | Recorde da temporada | 7337   | 1       |
| 6    | A     | Kai Kazmirek        | Alemanha       | –    | –    | –    | –    | –    | –    | –    | o    | –    | o    | xxo  | xxx  |      |      |      |      | 5.00      | 910    | Recorde da temporada | 6679   | 14      |
| 7    | B     | Niklas Kaul         | Alemanha       | –    | –    | –    | –    | –    | –    | –    | xxo  | o    | xxx  |      |      |      |      |      |      | 4.80      | 849    |                      | 6695   | 13      |
| 8    | B     | Leo Neugebauer      | Alemanha       | –    | –    | –    | –    | o    | xo   | o    | o    | xo   | xxx  |      |      |      |      |      |      | 4.80      | 849    |                      | 6924   | 8       |
| 9    | B     | Lindon Victor       | Granada        | –    | –    | –    | –    | xo   | o    | o    | xxo  | xo   | xxx  |      |      |      |      |      |      | 4.80      | 849    | Recorde da temporada | 7006   | 5       |
| 10   | B     | Johannes Erm        | Estónia        | –    | –    | –    | –    | –    | –    | xo   | o    | xxx  |      |      |      |      |      |      |      | 4.70      | 819    |                      | 6759   | 11      |
| 11   | B     | Sander Skotheim     | Noruega        | –    | –    | –    | –    | o    | –    | o    | xo   | xxx  |      |      |      |      |      |      |      | 4.70      | 819    |                      | 6717   | 12      |
| 12   | B     | Steve Bastien       | Estados Unidos | –    | –    | –    | –    | xo   | xo   | o    | xo   | xxx  |      |      |      |      |      |      |      | 4.70      | 819    |                      | 6589   | 16      |
| 13   | B     | Daniel Golubovic    | Austrália      | –    | –    | –    | –    | xxo  | –    | o    | –    | xxx  |      |      |      |      |      |      |      | 4.60      | 790    |                      | 6635   | 15      |
| 14   | A     | Jiří Sýkora         | Chéquia        | –    | xxo  | –    | r    |      |      |      |      |      |      |      |      |      |      |      |      | 4.60      | 790    |                      | 6763   | 10      |
| 15   | B     | Kyle Garland        | Estados Unidos | –    | –    | –    | xo   | o    | o    | xxo  | xxx  |      |      |      |      |      |      |      |      | 4.60      | 790    |                      | 6930   | 7       |
| 16   | B     | Ayden Owens-Delerme | Porto Rico     | –    | –    | –    | –    | –    | o    | xxx  |      |      |      |      |      |      |      |      |      | 4.50      | 760    |                      | 7069   | 4       |
| 17   | B     | Ken Mullings        | Bahamas        | –    | o    | o    | xo   | xo   | o    | xxx  |      |      |      |      |      |      |      |      |      | 4.50      | 760    |                      | 6572   | 17      |
| 18   | A     | Tim Nowak           | Alemanha       | –    | –    | xxx  |      |      |      |      |      |      |      |      |      |      |      |      |      | NM        | 0      |                      | 5557   | 18      |

### Lançamento de dardo
A prova foi realizada dia 24 de julho às 17:05.
| Pos. | Grupo | Atleta              | Nacionalidade  | Tentativa | Tentativa | Tentativa | Resultado | Pontos | Notas                | Total  | Total   |
| Pos. | Grupo | Atleta              | Nacionalidade  | 1         | 2         | 3         | Resultado | Pontos | Notas                | Pontos | Posição |
| ---- | ----- | ------------------- | -------------- | --------- | --------- | --------- | --------- | ------ | -------------------- | ------ | ------- |
| 1    | A     | Kevin Mayer         | França         | 64.01     | 70.31     | 68.73     | 70.31     | 894    | Recorde da temporada | 8145   | 1       |
| 2    | B     | Niklas Kaul         | Alemanha       | 67.33     | 67.93     | 69.74     | 69.74     | 885    | Recorde da temporada | 7580   | 7       |
| 3    | B     | Lindon Victor       | Granada        | 59.59     | 65.52     | 66.20     | 66.20     | 832    | Recorde da temporada | 7838   | 4       |
| 4    | A     | Maicel Uibo         | Estónia        | 62.11     | 60.45     | 63.54     | 63.54     | 791    |                      | 7729   | 5       |
| 5    | A     | Kai Kazmirek        | Alemanha       | 62.52     | 60.50     | 59.37     | 60.50     | 776    |                      | 7455   | 12      |
| 6    | A     | Zachery Ziemek      | Estados Unidos | 58.22     | 61.19     | 62.18     | 62.18     | 771    | Recorde pessoal      | 8027   | 3       |
| 7    | A     | Jiří Sýkora         | Chéquia        | x         | 61.49     | x         | 61.49     | 760    | Recorde da temporada | 7523   | 11      |
| 8    | B     | Pierce LePage       | Canadá         | 48.95     | 57.52     | 56.63     | 57.52     | 701    | Recorde da temporada | 8038   | 2       |
| 9    | A     | Ken Mullings        | Bahamas        | 56.92     | 53.78     | 54.59     | 56.92     | 692    | Recorde da temporada | 7264   | 17      |
| 10   | B     | Johannes Erm        | Estónia        | 50.70     | 56.87     | 49.65     | 56.87     | 691    |                      | 7450   | 13      |
| 11   | B     | Daniel Golubovic    | Austrália      | 54.33     | 56.75     | 55.45     | 56.75     | 689    | Recorde da temporada | 7324   | 15      |
| 12   | A     | Tim Nowak           | Alemanha       | 50.31     | 46.70     | 56.52     | 56.52     | 686    |                      | 6243   | 18      |
| 13   | B     | Steve Bastien       | Estados Unidos | 53.49     | 54.46     | 55.80     | 55.80     | 675    | Recorde da temporada | 7264   | 16      |
| 14   | B     | Sander Skotheim     | Noruega        | 50.25     | 54.16     | 55.47     | 55.47     | 670    |                      | 7387   | 14      |
| 15   | A     | Cedric Dubler       | Austrália      | 54.76     | 53.34     | 49.73     | 54.76     | 659    |                      | 7548   | 10      |
| 16   | B     | Kyle Garland        | Estados Unidos | 48.51     | 53.23     | x         | 53.23     | 637    |                      | 7567   | 8       |
| 17   | B     | Leo Neugebauer      | Alemanha       | 41.73     | 52.80     | x         | 52.80     | 630    |                      | 7554   | 9       |
| 18   | A     | Ayden Owens-Delerme | Porto Rico     | 50.98     | 46.24     | 49.58     | 50.98     | 603    |                      | 7672   | 6       |

### 1500 metros
A prova foi realizada dia 24 de julho às 19:20.
| Pos. | Atleta              | Nacionalidade  | Tempo   | Pontos | Notas                | Total  | Total   |
| Pos. | Atleta              | Nacionalidade  | Tempo   | Pontos | Notas                | Pontos | Posição |
| ---- | ------------------- | -------------- | ------- | ------ | -------------------- | ------ | ------- |
| 1    | Ayden Owens-Delerme | Porto Rico     | 4:13.02 | 860    | Recorde pessoal      | 8532   | 4       |
| 2    | Niklas Kaul         | Alemanha       | 4:13.81 | 854    | Recorde pessoal      | 8434   | 6       |
| 3    | Johannes Erm        | Estónia        | 4:25.08 | 777    | Recorde pessoal      | 8227   | 9       |
| 4    | Tim Nowak           | Alemanha       | 4:26.87 | 765    |                      | 7008   | 18      |
| 5    | Daniel Golubovic    | Austrália      | 4:29.67 | 747    | Recorde da temporada | 8071   | 14      |
| 6    | Cedric Dubler       | Austrália      | 4:37.26 | 698    | Recorde da temporada | 8246   | 8       |
| 7    | Maicel Uibo         | Estónia        | 4:37.58 | 696    |                      | 8425   | 7       |
| 8    | Sander Skotheim     | Noruega        | 4:40.84 | 675    |                      | 8062   | 15      |
| 9    | Steve Bastien       | Estados Unidos | 4:40.92 | 675    |                      | 7939   | 16      |
| 10   | Kevin Mayer         | França         | 4:41.44 | 671    | Recorde da temporada | 8816   | 1       |
| 11   | Pierce LePage       | Canadá         | 4:42.77 | 663    | Recorde da temporada | 8701   | 2       |
| 12   | Kai Kazmirek        | Alemanha       | 4:43.51 | 658    |                      | 8113   | 12      |
| 13   | Zachery Ziemek      | Estados Unidos | 4:44.97 | 649    |                      | 8676   | 3       |
| 14   | Lindon Victor       | Granada        | 4:47.22 | 636    | Recorde da temporada | 8474   | 5       |
| 15   | Leo Neugebauer      | Alemanha       | 4:48.41 | 628    |                      | 8182   | 10      |
| 16   | Ken Mullings        | Bahamas        | 4:52.85 | 602    | Recorde da temporada | 7866   | 17      |
| 17   | Jiří Sýkora         | Chéquia        | 4:55.90 | 584    | Recorde da temporada | 8107   | 13      |
| 18   | Kyle Garland        | Estados Unidos | 4:58.94 | 566    |                      | 8133   | 11      |

## Classificação final
A classificação final foi a seguinte. 
| Pos.              | Atleta              | Nacionalidade  | 100 m | SD   | AP    | SA   | 400 m | 110 m | AD    | SV   | LD    | 1500 m  | PG   | Notas                |
| ----------------- | ------------------- | -------------- | ----- | ---- | ----- | ---- | ----- | ----- | ----- | ---- | ----- | ------- | ---- | -------------------- |
| Medalha de ouro   | Kevin Mayer         | França         | 10.62 | 7.54 | 14.98 | 2.05 | 49.40 | 13.92 | 49.44 | 5.40 | 70.31 | 4:41.44 | 8816 | Recorde da temporada |
| Medalha de prata  | Pierce LePage       | Canadá         | 10.39 | 7.54 | 14.83 | 1.99 | 46.84 | 13.78 | 53.26 | 5.00 | 57.52 | 4:42.77 | 8701 | Recorde pessoal      |
| Medalha de bronze | Zachery Ziemek      | Estados Unidos | 10.57 | 7.70 | 15.37 | 2.08 | 49.56 | 14.47 | 48.40 | 5.40 | 62.18 | 4:44.97 | 8676 | Recorde pessoal      |
| 4                 | Ayden Owens-Delerme | Porto Rico     | 10.52 | 7.64 | 14.97 | 2.02 | 45.07 | 13.88 | 42.36 | 4.50 | 50.98 | 4:13.02 | 8532 | Recorde nacional     |
| 5                 | Lindon Victor       | Granada        | 10.78 | 7.26 | 16.29 | 2.02 | 49.27 | 14.76 | 53.92 | 4.80 | 66.20 | 4:47.22 | 8474 | Recorde da temporada |
| 6                 | Niklas Kaul         | Alemanha       | 11.22 | 7.09 | 14.52 | 2.05 | 48.39 | 14.27 | 44.62 | 4.80 | 69.74 | 4:13.81 | 8434 | Recorde da temporada |
| 7                 | Maicel Uibo         | Estónia        | 11.14 | 7.32 | 15.17 | 2.11 | 50.38 | 14.49 | 46.52 | 5.30 | 63.54 | 4:37.58 | 8425 | Recorde da temporada |
| 8                 | Cedric Dubler       | Austrália      | 10.93 | 7.56 | 12.87 | 2.08 | 47.71 | 14.28 | 42.88 | 5.10 | 54.76 | 4:37.26 | 8246 | Recorde da temporada |
| 9                 | Johannes Erm        | Estónia        | 10.94 | 7.37 | 15.01 | 1.93 | 47.02 | 14.38 | 44.18 | 4.70 | 56.87 | 4:25.08 | 8227 |                      |
| 10                | Leo Neugebauer      | Alemanha       | 11.07 | 7.46 | 15.83 | 1.99 | 48.34 | 14.86 | 51.88 | 4.80 | 52.80 | 4:48.41 | 8182 |                      |
| 11                | Kyle Garland        | Estados Unidos | 10.69 | 7.41 | 15.24 | 2.14 | 49.64 | 14.18 | 45.44 | 4.60 | 53.23 | 4:58.94 | 8133 |                      |
| 12                | Kai Kazmirek        | Alemanha       | 11.19 | 7.49 | 14.29 | 2.02 | 49.33 | 14.43 | 40.96 | 5.00 | 62.52 | 4:43.51 | 8113 | Recorde da temporada |
| 13                | Jiří Sýkora         | Chéquia        | 11.11 | 7.14 | 14.89 | 1.93 | 49.29 | 14.14 | 54.39 | 4.60 | 61.49 | 4:55.90 | 8107 | Recorde da temporada |
| 14                | Daniel Golubovic    | Austrália      | 10.99 | 6.96 | 15.00 | 1.96 | 49.44 | 13.92 | 46.37 | 4.60 | 56.75 | 4:29.67 | 8071 | Recorde da temporada |
| 15                | Sander Skotheim     | Noruega        | 10.88 | 7.55 | 13.69 | 2.17 | 49.80 | 15.05 | 42.89 | 4.70 | 55.47 | 4:40.84 | 8062 |                      |
| 16                | Steve Bastien       | Estados Unidos | 10.93 | 7.41 | 13.36 | 2.02 | 47.95 | 14.75 | 40.66 | 4.70 | 55.80 | 4:40.92 | 7939 |                      |
| 17                | Ken Mullings        | Bahamas        | 10.83 | 6.96 | 13.83 | 2.05 | 49.25 | 14.02 | 42.70 | 4.50 | 56.92 | 4:52.85 | 7866 | Recorde nacional     |
| 18                | Tim Nowak           | Alemanha       | 11.43 | 7.13 | 14.44 | 2.05 | 50.94 | 14.91 | 42.13 | NM   | 56.52 | 4:26.87 | 7008 |                      |
|                   | Ashley Moloney      | Austrália      | 10.49 | 7.46 | 14.28 | 1.96 | 46.88 | 14.46 | 42.45 | DNS  | –     | –       | DNF  |                      |
|                   | Janek Õiglane       | Estónia        | 11.12 | 7.26 | 14.83 | 2.05 | 49.16 | 14.69 | 30.49 | DNS  | –     | –       | DNF  |                      |
|                   | Damian Warner       | Canadá         | 10.27 | 7.87 | 14.99 | 2.05 | DNF   | –     | –     | –    | –     | –       | DNF  |                      |
|                   | Marcus Nilsson      | Suécia         | 11.46 | 5.90 | DNS   | –    | –     | –     | –     | –    | –     | –       | DNF  |                      |
|                   | Andy Preciado       | Equador        | DNF   | –    | –     | –    | –     | –     | –     | –    | –     | –       | DNF  |                      |

Legenda
| Recorde mundial       | Recorde mundial (World record)               |                       | Recorde africano                      | Recorde africano (African) |                                           | Q | Classificado por posição (Qualified) |
| Recorde do campeonato | Recorde do campeonato (Championship record)  | Recorde da América    | Recorde da América (Americas)         | q                          | Classificado por melhor tempo (Qualified) |   |                                      |
| Melhor marca do ano   | Melhor marca do ano (World leading)          | Recorde asiático      | Recorde asiático (Asian)              | DNS                        | Não largou (Did not start)                |   |                                      |
| Recorde nacional      | Recorde nacional (National record)           | Recorde europeu       | Recorde europeu (European)            | DNF                        | Não terminou (Did not finish)             |   |                                      |
| Recorde pessoal       | Recorde pessoal do atleta (Personal best)    | Recorde da Oceania    | Recorde da Oceania (Oceania)          | DSQ / DQ                   | Desclassificado (Disqualified)            |   |                                      |
| Recorde da temporada  | Recorde da temporada do atleta (Season best) | Recorde sul-americano | Recorde sul-americano (South America) | NM                         | Sem marca (No mark)                       |   |                                      |